# Ernst von Schuch
Ernst von Schuch (født 23. november 1846 i Graz, død 10. maj 1914 i Niederlößnitz) var en østrigsk musiker.
Schuch studerede i Wien og blev kapelmester ved forskellige mindre scener (Würzburg, Graz med flere). Han havde imidlertid henledt opmærksomheden på sine ualmindelige dirigentegenskaber og kaldtes 1873 til Dresden, for hvis opera han stod i spidsen indtil sin død. Under Schuch har Dresden-operaen hævdet sig som en af Tysklands første operascener.